# ویکتور گرینیچ
ویکتور گرینیچ (انگلیسی: Victor Grinich؛ ۲۶ نوامبر ۱۹۲۴ – ۴ نوامبر ۲۰۰۰) یک مهندس برق و کارآفرین رایانه اهل ایالات متحده آمریکا بود.